# NHK Trophy de 1996

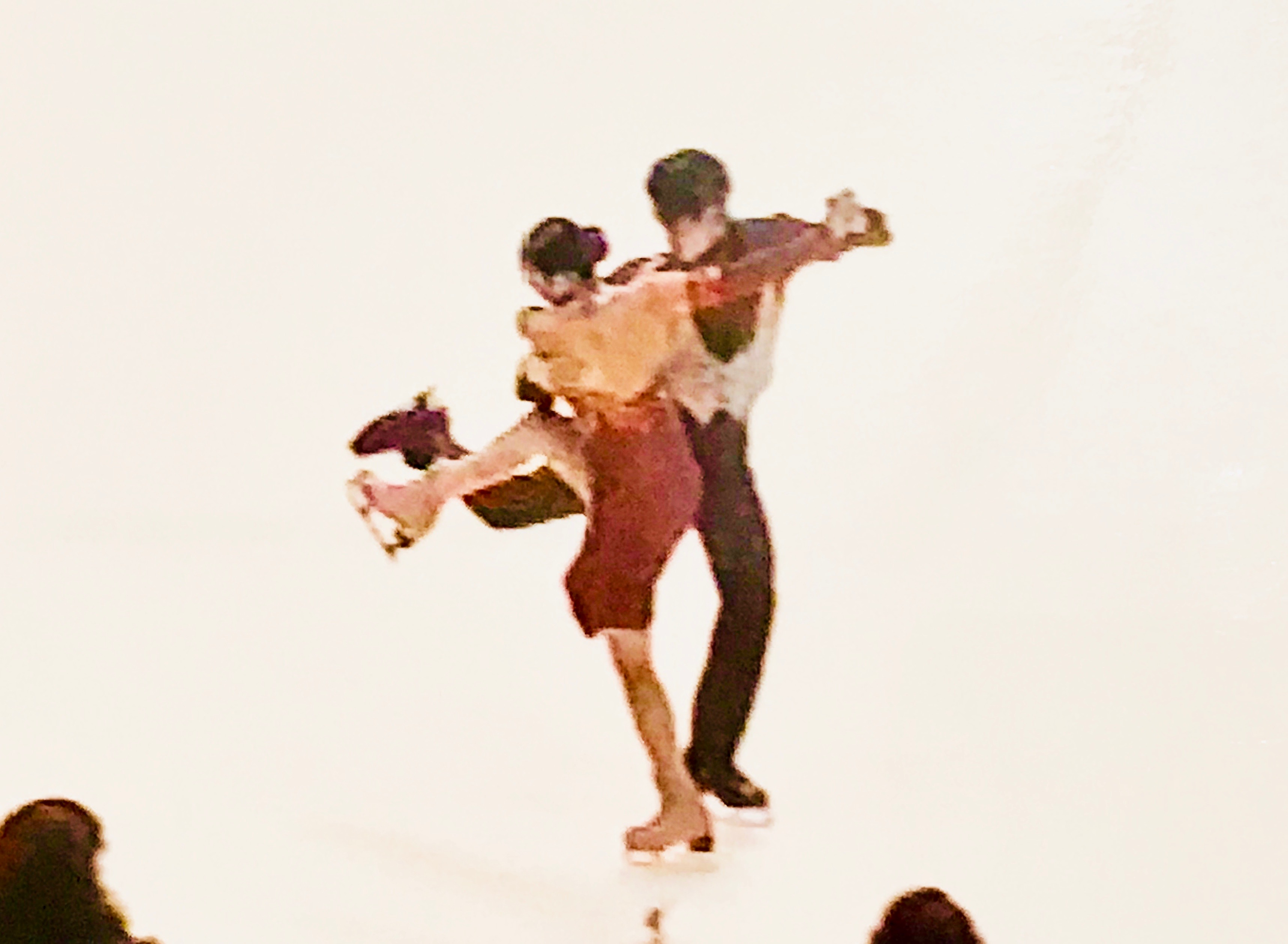
NHK 1996

NHK Trophy de 1996 foi a décima sétima edição do NHK Trophy, um evento anual de patinação artística no gelo organizado pela Federação Japonesa de Patinação (em japonês:  日本スケート連盟), e que fez parte do Champions Series de 1996–97. A competição foi disputada entre os dias 5 de dezembro e 8 de dezembro, na cidade de Osaka, Japão.

## Eventos
- Individual masculino
- Individual feminino
- Duplas
- Dança no gelo

## Medalhistas
| Evento                        | Ouro                                       | Prata                                       | Bronze                                     |
| Individual masculino detalhes | Elvis Stojko · Canadá                      | Ilia Kulik · Rússia                         | Dmitri Dmitrenko · Ucrânia                 |
| Individual feminino detalhes  | Maria Butyrskaya · Rússia                  | Tonia Kwiatkowski · Estados Unidos          | Yulia Vorobieva · Azerbaijão               |
| Duplas detalhes               | Jenni Meno · Todd Sand · Estados Unidos    | Evgenia Shishkova · Vadim Naumov · Rússia   | Kyoko Ina · Jason Dungjen · Estados Unidos |
| Dança no gelo detalhes        | Sophie Moniotte · Pascal Lavanchy · França | Marina Anissina · Gwendal Peizerat · França | Irina Romanova · Igor Yaroshenko · Ucrânia |

## Resultados

### Individual masculino
| Pos.              | Nome               | Nacionalidade  | Pontos | PC | PL |
| ----------------- | ------------------ | -------------- | ------ | -- | -- |
| Medalha de ouro   | Elvis Stojko       | Canadá         | 2.0    | 2  | 1  |
| Medalha de prata  | Ilia Kulik         | Rússia         | 2.5    | 1  | 2  |
| Medalha de bronze | Dmitri Dmitrenko   | Ucrânia        | 6.0    | 4  | 4  |
| 4                 | Scott Davis        | Estados Unidos | 6.5    | 3  | 5  |
| 5                 | Éric Millot        | França         | 8.0    | 10 | 3  |
| 6                 | Zhenxin Guo        | China          | 9.0    | 6  | 6  |
| 7                 | Philippe Candeloro | França         | 11.5   | 9  | 7  |
| 8                 | Cornel Gheorghe    | Romênia        | 12.0   | 8  | 8  |
| 9                 | Takeshi Honda      | Japão          | 12.5   | 7  | 9  |
| 10                | Michael Shmerkin   | Israel         | 15.5   | 11 | 10 |
| 11                | David Liu          | Taipé Chinesa  | 17.0   | 12 | 11 |
| WD                | Todd Eldredge      | Estados Unidos | —      | 5  | WD |

### Individual feminino
| Pos.              | Nome              | Nacionalidade  | Pontos | PC | PL |
| ----------------- | ----------------- | -------------- | ------ | -- | -- |
| Medalha de ouro   | Maria Butyrskaya  | Rússia         | 2.5    | 2  | 1  |
| Medalha de prata  | Tonia Kwiatkowski | Estados Unidos | 2.5    | 1  | 2  |
| Medalha de bronze | Yulia Vorobieva   | Azerbaijão     | 6.0    | 6  | 3  |
| 4                 | Hanae Yokoya      | Japão          | 6.0    | 4  | 4  |
| 5                 | Susan Humphreys   | Canadá         | 6.5    | 3  | 5  |
| 6                 | Fumie Suguri      | Japão          | 8.5    | 5  | 6  |
| 7                 | Shizuka Arakawa   | Japão          | 11.5   | 9  | 7  |
| 8                 | Tatjana Malinina  | Uzbequistão    | 11.5   | 7  | 8  |
| 9                 | Krisztina Czakó   | Hungria        | 14.0   | 10 | 9  |
| 10                | Amber Corwin      | Estados Unidos | 14.0   | 8  | 10 |

### Duplas
| Pos.              | Nome                                      | Nacionalidade  | Pontos | PC | PL |
| ----------------- | ----------------------------------------- | -------------- | ------ | -- | -- |
| Medalha de ouro   | Jenni Meno / Todd Sand                    | Estados Unidos | 1.5    | 1  | 1  |
| Medalha de prata  | Evgenia Shishkova / Vadim Naumov          | Rússia         | 3.0    | 2  | 2  |
| Medalha de bronze | Kyoko Ina / Jason Dungjen                 | Estados Unidos | 4.5    | 6  | 4  |
| 4                 | Xue Shen / Hongbo Zhao                    | China          | 7.0    | 4  | 5  |
| 5                 | Marina Khalturina / Andrei Krukov         | Cazaquistão    | 8.5    | 5  | 6  |
| 6                 | Michelle Menzies / Jean-Michel Bombardier | Canadá         | 8.5    | 5  | 6  |
| 7                 | Dorora Zagórska / Mariusz Siudek          | Polônia        | 10.5   | 7  | 7  |
| 8                 | Danielle Carr / Stephen Carr              | Austrália      | 12.0   | 8  | 8  |

### Dança no gelo
| Pos.              | Nome                                    | Nacionalidade  | Pontos | DC | DO | DL |
| ----------------- | --------------------------------------- | -------------- | ------ | -- | -- | -- |
| Medalha de ouro   | Sophie Moniotte / Pascal Lavanchy       | França         | 3.0    | 2  | 2  | 1  |
| Medalha de prata  | Marina Anissina / Gwendal Peizerat      | França         | 3.0    | 1  | 1  | 2  |
| Medalha de bronze | Irina Romanova / Igor Yaroshenko        | Ucrânia        | 6.0    | 3  | 3  | 3  |
| 4                 | Margarita Drobiazko / Povilas Vanagas   | Lituânia       | 8.4    | 5  | 4  | 4  |
| 5                 | Barbara Fusar-Poli / Maurizio Margaglio | Itália         | 9.6    | 4  | 5  | 5  |
| 6                 | Sylwia Nowak / Sebastian Kolasiński     | Cazaquistão    | 12.0   | 6  | 6  | 6  |
| 7                 | Anna Semenovich / Vladimir Fedorov      | Rússia         | 14.0   | 7  | 7  | 7  |
| 8                 | Kate Robinson / Peter Breen             | Estados Unidos | 16.0   | 8  | 8  | 8  |
| 9                 | Chantal Lefebvre / Michel Brunet        | Canadá         | 18.6   | 9  | 10 | 9  |
| 10                | Aya Kawai / Hiroshi Tanaka              | Japão          | 19.4   | 10 | 9  | 10 |
| 11                | Akiko Kinoshita / Yosuke Moriwaki       | Japão          | 22.0   | 11 | 11 | 11 |

## Quadro de medalhas
| Ordem | País           | Medalha de ouro | Medalha de prata | Medalha de bronze |    | Ordem por total |
| ----- | -------------- | --------------- | ---------------- | ----------------- | -- | --------------- |
| 1     | Rússia         | 1               | 2                |                   | 3  | 1               |
| 2     | Estados Unidos | 1               | 1                | 1                 | 3  | 1               |
| 3     | França         | 1               | 1                |                   | 2  | 3               |
| 4     | Canadá         | 1               |                  |                   | 1  | 5               |
| 5     | Ucrânia        |                 |                  | 2                 | 2  | 3               |
| 6     | Azerbaijão     |                 |                  | 1                 | 1  | 5               |
| TOTAL | TOTAL          | 4               | 4                | 4                 | 12 | —               |